# Franck Moreau
Franck Moreau (ur. 17 marca 1968) – francuski judoka. Startował w Pucharze Świata w latach 1989-1991 i 1993. Srebrny medalista mistrzostw Europy w drużynie w 1990. Wicemistrz igrzysk śródziemnomorskich w 1991, a także wojskowych MŚ w 1988. Wicemistrz Europy juniorów w 1988. Mistrz Francji w 1990 roku.